# Charlie McNeill (cầu thủ bóng đá)
Charlie Martin McNeill (sinh ngày 9 tháng 9 năm 2003) là một cầu thủ bóng đá chuyên nghiệp người Anh thi đấu ở vị trí tiền đạo cho câu lạc bộ Manchester United tại Giải bóng đá Ngoại hạng Anh.

## Danh hiệu
U18 Manchester United
- FA Youth Cup: 2021–22